# 한국교원대학교 종합교육연수원
한국교원대학교 종합교육연수원(韓國敎員大學校綜合敎員硏修院)은 한국교원대학교의 법정 부속 시설이자 전국 단위의 종합 연수 기관으로서, 교육정책을 현장에 이해·파급시키는 등의 전문적인 교원 연수를 수행한다. 충청북도 청주시 흥덕구 강내면 한국교원대학교 캠퍼스 내에 위치하고 있다.

## 설립 근거

종합교육연수원 교원연수관 전경

- 대통령령 '한국교원대학교 설치령' 제8조

## 연혁
- 1986년 10월 8일: 교(원)장 자격 연수 기관 지정
- 1986년 11월 7일: 연수원 기숙사 준공
- 1986년 11월 12일: 한국교원대학교 교원연수원 개원
- 1987년 3월 9일: 한국교원대학교 종합교원연수원으로 기능 확대
- 1989년 11월 6일: 종합교원연수원동 준공
- 1995년 8월 5일: 외국어교원연수원 설립 기본 계획 확정
- 1998년 11월 24일: 외국어교원연수원 강의동 준공
- 1999년 8월 3일: 종합교원연수원 연수관 준공
- 2000년 2월 28일: 한국교원대학교 종합교육연수원으로 명칭 변경
- 2001년 3월 19일: 원격교육연수원 지정

## 연수 과정
- 자격연수: 교장자격연수, 유치원장자격연수, 유치원감자격연수, 수석교사자격연수
- 직무연수: 학교장 연찬회, 영어교사 심화연수, 자율형공립고교 교원연수, 학력향상중점학교 교원연수, 중등신규임용예정자 직무연수
- 원격연수: 초등과학연수

## 같이 보기
- 한국교원대학교
- 중앙교육연수원